# Tarantela (muzyka)
Tarantela – muzyczna forma taneczna oparta na tańcu tarantela.
Ma bardzo szybkie tempo, w takcie 6/8 lub 3/8, rytmika polega na jednostajnym ruchu ósemkowym. Jest to forma figuracyjna, podstawą budowy jest ewolucyjne kształtowanie motywu. Zazwyczaj utwór płynie wartko, bez podziałów formalnych. Zdarza się jednak budowa okresowa, forma trzyczęściowa (A B A), lub nawet rondowa.
Forma taranteli zaczęła być stosowana od epoki romantyzmu, głównie w muzyce fortepianowej (np. F. Chopin), ale również kameralnej (np. K. Szymanowski) i operowej, a także jako forma pieśni (np. G. Rossini)

## Przykłady muzyczne
- Fryderyk Chopin – Tarantella As-dur op. 43 na fortepian
- Ferenc Liszt – Tarantella w cyklu Wenecja i Neapol
- Gioacchino Rossini – pieśń La Danza
- Karol Szymanowski – Nokturn i tarantela na skrzypce i fortepian op. 28
- Henryk Wieniawski – Scherzo-Tarantella na skrzypce i fortepian
- Juliusz Zarębski – Tarantella  op. 25 na fortepian